# 거스틴해버 대수
추상대수학과 대수적 위상수학 및 양자장론에서 거스틴해버 대수(영어: Gerstenhaber algebra)는 결합 법칙을 만족시키는 대수와 리 대수의 구조를 합친 대수 구조의 하나이다.

## 정의
거스틴해버 대수 {\displaystyle A}는 {\displaystyle \mathbb {Z} } 등급을 갖는 대수이다.
{\displaystyle A=\bigoplus _{p\in \mathbb {Z} }(A_{+}^{p}\oplus A_{-}^{p})}
이 위에 정의된 연산들은 다음과 같다.
- 곱 {\displaystyle \cdot }은 초교환 법칙 · 결합 법칙을 만족시키는, 등급 0의 이항 연산이다.
- 리 괄호 {\displaystyle [,]}은 등급 −1의 이항 연산이며, 이는 다음과 같은 항등식을 만족시킨다.
  - (초교환 법칙) {\displaystyle [a,b]=-(-1)^{(\deg a-1)(\deg b-1)}[b,a]}
  - (야코비 항등식) {\displaystyle [a,[b,c]]=[[a,b],c]+(-1)^{(\deg a-1)(\deg b-1)}[b,[a,c]]}
- 곱과 리 괄호는 다음과 같은 푸아송 항등식을 만족시킨다.
  - {\displaystyle [a,bc]=[a,b]c+(-1)^{(\deg a-1)\deg b}b[a,c]}

## 호모토피 거스틴해버 대수
호모토피 거스틴해버 대수(영어: homotopy Gerstenhaber algebra, G∞-algebra, braid algebra, 2-algebra)는 역시 {\displaystyle \mathbb {Z} } 등급을 갖는 대수이다.:57 이 위에는 모든
{\displaystyle n=n_{1}+\cdots +n_{k}\qquad (n_{i}\geq 1,k\geq 1)}
에 대하여, {\displaystyle n}항 연산 {\displaystyle m_{n_{1},\dots ,n_{k}}}이 존재하며, 이는 등급 {\displaystyle 3-n-k}을 갖는다.
처음 몇 연산들은 다음과 같다.
- 1항 연산은 하나밖에 없으며, 보통 {\displaystyle m_{1}=d}로 쓴다. 이는 등급 1의 연산자이며, 공사슬 복합체의 공경계이다.
- 2항 연산은 두 개가 있다. 보통 {\displaystyle m_{2}=\cdot }, {\displaystyle m_{1,1}=\circ }로 쓴다.
- 3항 연산은 4개가 있으며, {\displaystyle m_{1,1,1}}, {\displaystyle m_{1,2}}, {\displaystyle m_{2,1}}, {\displaystyle m_{3}}이다.

이들 사이의 처음 몇 개의 항등식들은 다음과 같다.
- (멱영성) {\displaystyle d^{2}=0}
- (곱 규칙) {\displaystyle d(ab)=(da)b+a(db)}
- (호모토피 결합 법칙) {\displaystyle a(bc)-(ab)c=m_{3}(da,b,c)+(-1)^{\deg a}m_{3}(a,db,c)+(-1)^{\deg a+\deg b}m_{3}(a,b,dc)}
- (호모토피 교환 법칙) {\displaystyle ab-(-1)^{\deg a\deg b}ba=d(a\circ b)-da\circ b-(-1)^{\deg a-1}a\circ db}
- {\displaystyle (a\circ b)\circ c-a\circ (b\circ c)+m_{2,1}(a,b;c)-(-1)^{(\deg a-1)(\deg b-1)}m_{2,1}(b,a;c)+(-1)^{(\deg b-1)(\deg c-1)}m_{1,2}(a;c,b)-m_{1,2}(a,b,c)=dm_{1,1,1}(a;b;c)-m_{1,1,1}(da;b;c)-(-1)^{\deg a-1}(a;db;c)-(-1)^{\deg a+\deg b}m_{1,1,1}(a;b;dc)}

## 성질
호모토피 거스틴해버 대수는 A∞-대수(결합 대수의 호모토피화)와 호모토피 리 대수의 공통적인 일반화이다.
- 호모토피 거스틴해버 대수의 연산들 {\displaystyle m_{n_{1},\dots ,n_{k}}} 가운데, {\displaystyle k=1}인 연산들은 A∞-대수의 항등식들을 만족시킨다. 즉, 거스틴해버 대수는 추가 구조를 갖는 A∞-대수이다.
- 호모토피 거스틴해버 대수의 연산들 {\displaystyle m_{n_{1},\dots ,n_{k}}} 가운데, {\displaystyle k=n}인 연산들의 완전 등급 반대칭화는 L∞-대수의 항등식들을 만족시킨다. 즉, 거스틴해버 대수는 추가 구조를 갖는 L∞-대수이다.

거스틴해버 대수는 호모토피 거스틴해버 대수의 특수한 경우이다. 호모토피 거스틴해버 대수 {\displaystyle A}에서, 2항 연산이 아닌 모든 연산이 0이며, 또한
{\displaystyle a\circ b-(-1)^{\deg a\deg b}b\circ a=[a,b]}
{\displaystyle a\circ b+(-1)^{\deg a\deg b}b\circ a=0}
이라면, {\displaystyle (A,\cdot ,[,])}은 거스틴해버 대수를 이룬다. 또한, 일반적인 호모토피 거스틴해버 대수의 코호몰로지는 거스틴해버 대수를 이룬다.

## 예
결합 법칙을 따르는 대수 {\displaystyle A}의 호흐실트 코호몰로지 {\displaystyle H^{\bullet }(A,A)}는 거스틴해버 대수를 이루며, 호흐실트 공사슬들의 대수는 호모토피 거스틴해버 대수를 이룬다. 또한, 위상 꼭짓점 연산자 대수 역시 자연스럽게 호모토피 거스틴해버 대수를 이루며, 여기에 BRST 양자화로 물리적인 상태들로 구성된 코호몰로지를 취하면 이 위에는 거스틴해버 대수의 구조가 존재한다.
바탈린-빌코비스키 대수는 추가 구조 ({\displaystyle \Delta } 연산자)를 갖춘 거스틴해버 대수이다.
리 대수 {\displaystyle {\mathfrak {g}}}의 외대수 {\displaystyle \bigwedge ^{\bullet }{\mathfrak {g}}}는 자연스럽게 거스틴해버 대수의 구조를 갖는다.

## 역사

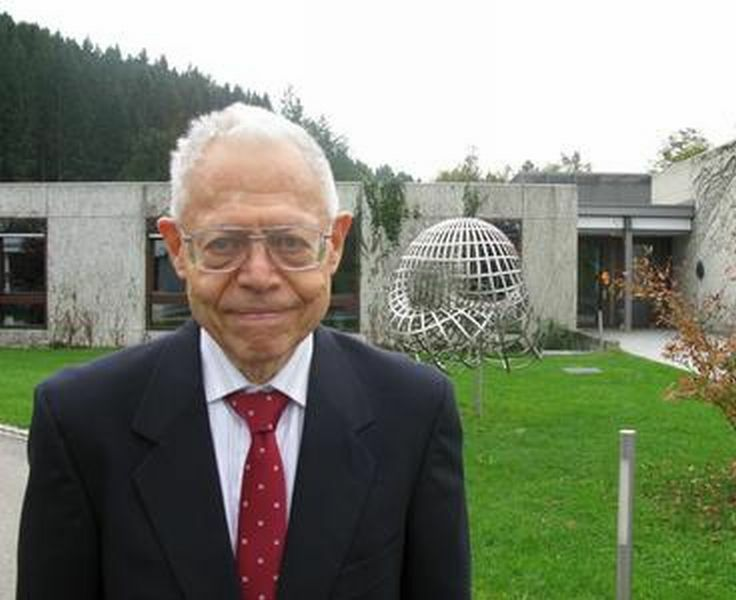
머리 거스틴해버

머리 거스틴해버(영어: Murray Gerstenhaber)가 도입하였다.

## 참고 문헌
1. 1 2 3  Kimura, Takashi; Alexander A. Voronov,  Gregg J. Zuckerman. “Homotopy Gerstenhaber algebras and topological field theories” (영어). arXiv:q-alg/9602009.
2. ↑  Getzler, Ezra; J. D. S. Jones. “Operads, homotopy algebra and iterated integrals for double loop spaces” (영어). arXiv:hep-th/9403055.
3. ↑  Lian, Bong H.; Gregg J. Zuckerman (1993년 6월). “New perspectives on the BRST-algebraic structure of string theory”. 《Communications in Mathematical Physics》 (영어) 154 (3): 613–646. doi:10.1007/BF02102111. ISSN 0010-3616. MR 1224094. Zbl 0780.17029.
4. ↑  Gerstenhaber, Murray (1963). “The cohomology structure of an associative ring”. 《Ann. of Math.》 78 (2): 267–288. doi:10.2307/1970343. JSTOR 1970343.

## 같이 보기
- 바탈린-빌코비스키 대수
- A∞-대수